# Chesneya depressa
Chesneya depressa är en ärtväxtart som först beskrevs av Daniel Oliver, och fick sitt nu gällande namn av Mikhail Grigoríevič Popov. Chesneya depressa ingår i släktet Chesneya och familjen ärtväxter. Inga underarter finns listade i Catalogue of Life.